# Veľký Lom
Veľký Lom (in ungherese Nagylám) è un comune della Slovacchia facente parte del distretto di Veľký Krtíš, nella regione di Banská Bystrica.